# Шабьерчо
«Шабьерчо: пособие для обучения детей чтению на баскском языке» (баск. Xabiertxo: umiei euskeraz irakurtzen erakusteko idatzia), сокращённый вариант названия — «Шабьерчо» (баск. Xabiertxo) — учебник баскского языка для детей, впервые изданный в 1925 году. Автор учебника — Исаак (Ишака) Лопес Мендисабаль (баск. Ixaka Lopez Mendizabal, 1879—1977). 

## История создания
В 1923 году газета Euskalerriaren Alde объявила конкурс на создание лучшего учебника баскского языка для детей, в котором победил Исаак Лопес Мендисабаль (он использовал модель записи имён, предложенную Сабино Араной, — Lopez-Mendizabal'daŕ Ixaka). Учебник был издан двумя годами позже в Толосе.  Постоянные персонажи 118 рассказов, составляющих учебник, — мальчик Шабьерчо (Xabiertxo) и его сестра Ициарчо (Iziartxo) — носят те же имена, что и дети Лопеса Мендисабаля. Однако его сын Шабьер Лопес-Мендисабаль Олано родился в 1925 году (в один год с первым изданием учебника и спустя два года после его написания) и был старшим ребёнком в семье, что указывает на то, что персонажи книги не могли быть названы в честь детей автора. Посвящение первого издания гласило: «Моему сыну Шабьерчо».
Обложка книги представляет собой пример эффекта Дросте: изображённый на ней Шабьерчо читает книгу, на обложке которой размещено его собственное изображение с такой же книгой в руках.

## Признание

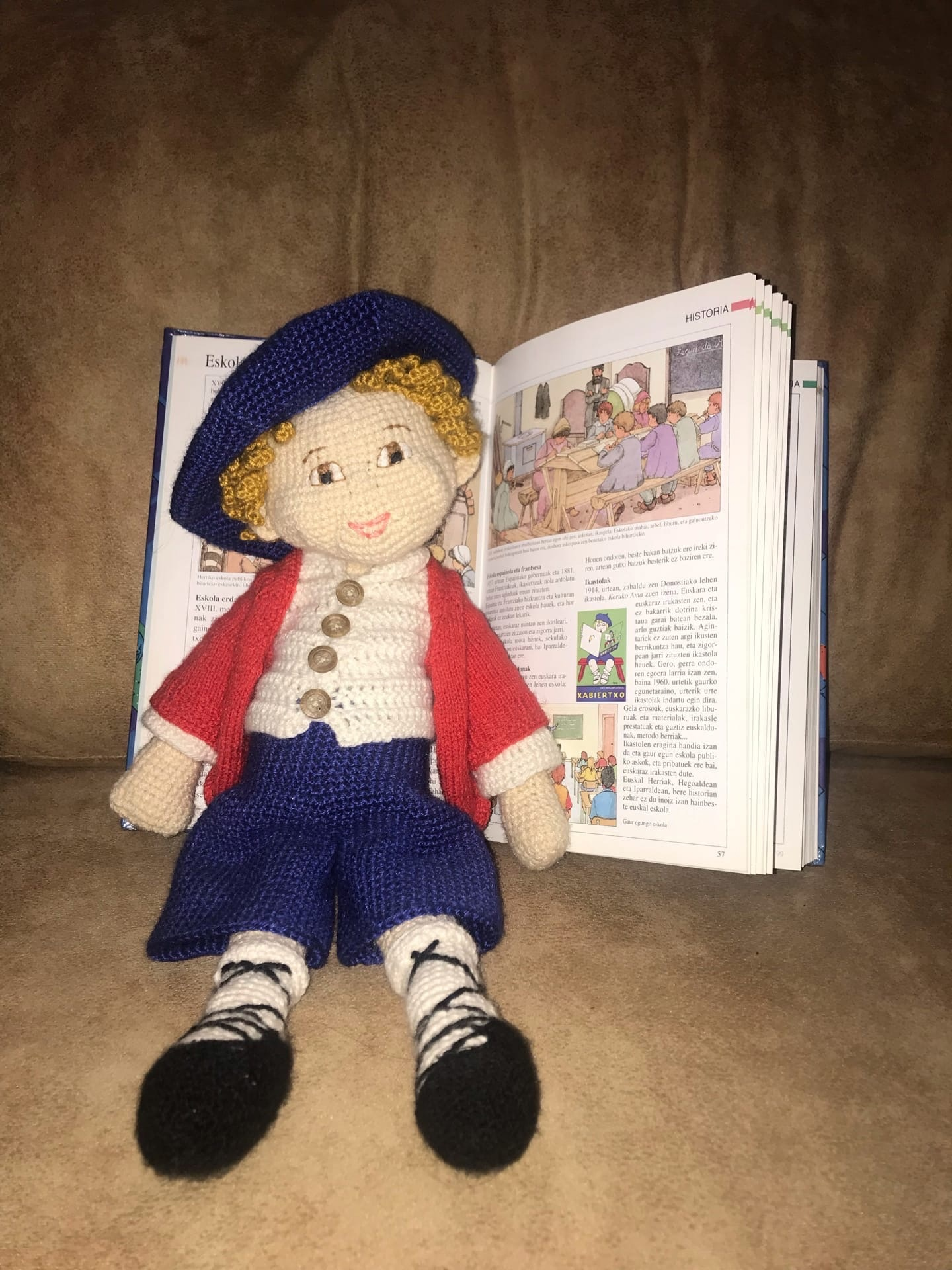
Вязаная кукла, изображающая Шабьерчо

Учебник «Шабьерчо» использовался в баскоязычных начальных школах (икастолах), а после их запрета — при обучении частным образом на дому. 
В 1937 году по указанию губернатора Гипускоа Хосе Марии Арельяно Игеа учебник был изъят из библиотек и школ провинции как «националистическое издание».
«Шабьерчо» был одним из основных учебников, которыми пользовалась в преподавательской деятельности Эльбира Сипитрия.
За пределами Страны Басков учебник издавался в Буэнос-Айресе (1941), где жил в эмиграции Исаак Лопес Мендисабаль.
В 1965 году Санти Онаиндия адаптировал пособие, первоначально написанное на гипускоанском диалекте баскского языка, для бискайского диалекта.
В 2015 году по случаю 90-летия книги в Сан-Себастьяне прошла выставка Gure Xabiertxo (с баск. — «Наш Шабьерчо»), организованная парламентом Страны Басков и фондом Санчо Мудрого. 